# Shay Given
Shay John James Given (n. 20 aprilie 1976, Lifford, Comitatul Donegal) este un fotbalist irlandez, care în prezent este retras din activitate. Având peste 100 de selecții la Echipa națională de fotbal a Irlandei, el face parte din FIFA Century Club. Given a jucat primul meci la națională în 1996 și a jucat în toate meciurile Irlandei la Campionatul Mondial de Fotbal 2002, reușind să depășească faza grupelor. A jucat și în play-off-ul pentru CM 2010 pierdut în fața Franței, dar și-a ajutat echipa să se califice la UEFA Euro 2012.
Shay Given și-a început cariera la Celtic, care l-a lăsat liber de contract. În 1994 a semnat cu Blackburn Rovers.
Din 18 iulie 2011, Given a ajuns la Aston Villa pentru 3,5 milioane £, cu care a semnat un contract pe 5 ani.